# Хронология Второй мировой войны

Ход Второй мировой войны в Европе в виде анимации

## 1939

### Сентябрь
- 1 — Нападение Германии на Польшу. Италия объявляет себя в состоянии «не ведения войны». Великобритания и Франция требуют прекращения военных действий и отвода немецких войск из Польши. На внеочередной Четвёртой сессии Верховного Совета СССР принят Закон о всеобщей воинской обязанности.
- 3 — Великобритания и Франция объявляют Германии войну. Объявление Австралией, Новой Зеландией и Индией войны Германии. С этого времени до 10 мая 1940 года происходит так называемая «Странная война».
- 4 — Постановление СНК СССР «О развитии танкостроительной промышленности СССР».
- 4 — Заявление японского правительства о невмешательстве Японии в европейскую войну.
- 5 — США объявляют о своем нейтралитете.
- 5 — 3-я и 4-я германские армии, нанося удары из Померания и Восточной Пруссии, соединились в районе Грудзёндза, отрезав польскую армию «Поморье»
- 6 — Объявление Южно-Африканским Союзом войны Германии.
- 7 — Германские войска вышли на рубежи рек Пилица, Варта и Нарев, заняв Краков, Познань и Лодзь. Подавлена героическая оборона Вестерплатте
- 8 — Началась оборона Варшавы
- 9 — Польские армии «Познань» и «Поморье» нанесли удар во фланг 8-й армии вермахта. Началось многодневное сражение на реке Бзуре
- 10 — Канада объявляет Германии войну.
- 12 — Первое заседание верховного совета союзников в Абвиле.
- 13 — Началось наступление японских войск в Китае (13 сентября — 15 октября) .
- 15 — Варшава отклоняет немецкий ультиматум о капитуляции.
- 15 — Подписание соглашения между СССР, МНР и Японией о прекращении военных действий в районе реки Халхин-Гол.
- 17 — Начало Польского похода РККА.
- 19 — Окончание операций немецких войск в Польше.
- 22 — Совместный парад вермахта и РККА в Бресте
- 25 — Начался визит министра иностранных дел Турции Ш. Сараджоглу в Советский Союз (25 сентября — 18 октября).
- 26 — Запрет французским правительством Французской коммунистической партии.
- 28 — Падение Варшавы. Заключение в Москве договора о дружбе и границе между СССР и Германией. Заключение советско-эстонского пакта о взаимной помощи. СССР получает опорные пункты в Эстонской Республике

### Октябрь
- 3 — Отвод французских войск на линию Мажино.
- 3 — Решение панамериканской конференции об установлении 300-мильной морской зоны безопасности вдоль побережья Американского континента южнее Канады (Панамская декларация).
- 5 — Советско-латвийский пакт о взаимной помощи с предоставлением военных баз Советскому Союзу. Советский Союз предлагает Финляндии начать переговоры.
- 6 — Речь Гитлера в рейхстаге с предложением мира западным державам.
- 8 — 12 Декреты Гитлера о ликвидации Польского государства, присоединении к Германии западных воеводств Польши и создании «генерал-губернаторства оккупированных польских областей».
- 9 — Принята Директива № 6 германского верховного главнокомандования о подготовке нападения на Францию.
- 10 — Советско-литовский пакт о взаимной помощи с предоставлением военных баз Советскому Союзу.
- 12 — Предложение Советского правительства правительству Финляндии заключить договор о взаимной помощи.
- 14 — Потопление английского линкора «Ройял Оук» в Скапа-Флоу немецкой подводной лодкой.
- 16 — Учреждение Президиумом Верховного Совета СССР медали «Золотая Звезда» — знака отличия Героя Советского Союза.
- 19 — Подписание в Анкаре англо-франко-турецкого договора о взаимной помощи.
- 19 — Директива германского главного командования сухопутных войск по стратегическому сосредоточению и развертыванию сил для проведения операции на Западе (операция «Гельб»).
- 28 — Антифашистские демонстрации в Праге, Брно, Остраве, Кладно и других городах Чехословакии в честь 21-й годовщины Чехословацкой республики.

### Ноябрь
- 1-2 — Пятая сессия Верховного Совета СССР. Принятие Западной Украины и Западной Белоруссии в состав Союза Советских Социалистических Республик и воссоединение их с Украинской и Белорусской ССР.
- 3 — США отменяют запрет на вывоз оружия.
- 4 — Принятие конгрессом США поправки к закону о нейтралитете, допускающей продажу воюющим странам оружия и военных материалов.
- 7 — Посреднические мирные предложения бельгийского короля и нидерландской королевы к Германии, Франции и Великобритании.
- 11 — Визит в Лондон премьер-министров доминионов Великобритании для координации военных усилий империи.
- 13 — Прекращение советско-финских переговоров.
- 17 — Утверждение верховным советом союзников плана «Диль».
- 20 — Директива Политического управления Красной Армии о воспитательной работе и политических занятиях с красноармейцами и младшими командирами в 1939/40 учебном году.
- 26 — Советский Союз обвиняет Финляндию в артиллерийском обстреле группы военнослужащих на советской территории
- 28 — Советский Союз разрывает пакт о ненападении с Финляндией
- 29 — Советский Союз разрывает дипломатические отношения с Финляндией.
- 30 — войска СССР перешли границу, Финский президент провозглашает состояние войны с Советским Союзом. Начинается советско-финская война (30 ноября 1939 г. — 12 марта 1940 г.)

### Декабрь
- 2 — Объявление правительством США «морального эмбарго» на торговлю с Советским Союзом.
- 12 — Началось наступление гоминьдановских войск против освобожденных районов провинции Шаньси (Декабрь 1939 г. — март 1940 г.).
- 13 — Морской бой у залива Ла-Плата в южной части Атлантического океана между «Графом Шпее» и тремя английскими крейсерами.
- 14 — Лига Наций объявляет СССР агрессором и принимает решение о его исключении.
- 18 — Потопление корабля «Граф Шпее» в устье реки Ла-Плата.

## 1940

### Январь
- 14-16 — Отставка правительства Н. Абэ и сформирование кабинета М. Ионаи

### Февраль
- 16 — Английские военные корабли захватывают у норвежского побережья немецкое судно «Альтмарк».

### Март
- 12 — Заключение мира между Финляндией и Советским Союзом.
- 21 — Отставка французского правительства Даладье. Рейно становится премьер-министром.

### Апрель
- 8 — Великобритания минирует норвежские территориальные воды.
- 9 — Немецкие войска занимают Данию и высаживаются в Норвегии.
- 13 — Войска западных держав высаживаются в Ондальснесе.
- 14 — Войска западных держав высаживаются в Намсусе.

### Май
- 2 — Войска западных держав заканчивают эвакуацию Намсуса и Ондальснеса.
- 10 — Начало Западной кампании против Франции, Бельгии и Голландии.
- 13 — Прорыв немцев на реке Маас между Намюром и Седаном.
- 14 — Капитуляция голландской армии.
- 17 — Преобразование французского правительства. Петен, Филипп становится заместителем председателя Совета Министров.
- 20 — Вейган принимает командование французскими вооруженными силами.
- 24 — Западные державы решают прекратить боевые действия в районе Нарвика.
- 27 — Капитуляция бельгийской армии. Начало эвакуации английских войск из Дюнкерка.

### Июнь
- 4 — Окончание эвакуации английских войск из Дюнкерка.
- 5 — Начало битвы за Францию.
- 8 — Окончание эвакуации Нарвика западными державами. Норвегия прекращает борьбу.
- 9 — Прорыв немецкой группы армий «А» на реке Эна.
- 10 — Италия объявляет войну Франции и Великобритании и начинает наступление.
- 14 — Занятие Парижа немецкими войсками.
- 15 — Прорыв линии Мажино. Дополнительный контингент советских войск вводится в Литву
- 16 — Отставка правительства Рейно. Петен становится председателем Совета Министров.
- 17 — Просьба французского правительства о перемирии. Дополнительные контингенты советских войск вводится в Латвию и Эстонию
- 18 — Адольф Гитлер и Бенито Муссолини встречаются в Бреннере.
- 21/22 — Переговоры о перемирии в Компьене.
- 23/24 — Переговоры о перемирии в Риме.
- 25 —  Начало перемирия во Франции.
- 26 — Советский Союз ультимативно требует передачи Румынией Бессарабии и Северной Буковины.
- 28 — Части Красной Армии вступают в Бессарабию и Северную Буковину.

### Июль
- З — Английское нападение на французский флот в Мерс-эль-Кебире.
- 10 — начало битвы за Британию

### Август
- 7 — Нападение итальянских войск на Британское Сомали.
- 22 — битва за Бессарабию
- 30 — Венский арбитраж государств оси по поводу нового начертания венгерско-румынской границы.

### Сентябрь
- 6 — Отречение от престола румынского короля Кароля II.
- 7 — Подписан Крайовский мирный договор, Румыния уступает Южную Добруджу Болгарии.
- 13 — Продвижение итальянских войск в Египте до Сиди-Баррани.
- 23-25 — Сенегальская операция
- 27 — Подписание трехстороннего пакта Германией, Италией и Японией в Берлине.

### Октябрь
- 7 — Начало переброски немецких войск в Румынию.
- 23 — Встреча Гитлера и Франко в Андай.
- 24 — Встреча Гитлера и Петена в Монтуаре.
- 28 — Нападение Италии на Грецию. Встреча Гитлера и Муссолини во Флоренции.
- 30 — конец битвы за Британию.

### Ноябрь
- 4 — Высадка английских войск на Крите.
- 5 — Рузвельт в третий раз избирается президентом США.
- 8 — Сражение при Элеа-Каламас завершилось победой греческой армии, которая в секторе Эпира перенесла военные действия на территорию Албании.
- 10 — Смерть бывшего английского премьер министра Чемберлена.
- 12-14 — Посещение Берлина Молотовым.
- 13 — Сражение на Пинде завершилось победой греческой армии, которая в секторе Западной Македонии перенесла военные действия на территорию Албании.
- 13 — Налет английской авиации на итальянский флот в Таранто.
- 18 — Великобритания сдает в аренду Соединенным Штатам ряд баз на островах у восточного побережья Северной Америки.
- 20 — Венгрия присоединяется к странам Тройственного пакта.
- 22 — Сражение при Морова-Иван завершилось победой греческой армии, которая после этого заняла албанский город Корча.
- 23 — Румыния присоединяется к пакту трех держав.
- 24 — Словакия присоединяется к пакту трех держав.

### Декабрь
- 9 — Наступление англичан против итальянцев в Северной Африке.
- 18 — Гитлером подписана «директива № 21» о подготовке к войне против Советского Союза.
- 22 — Сражение при Химаре завершилось победой греческой армии, которая продолжила продвижение вдоль побережья южной Албании.

## 1941

### Январь
- 5 — Капитуляция итальянского гарнизона Бардии в Ливии.
- 11 — Занятие ущелья Клисура греческой армией, в результате чего была создана угроза стратегически важному для снабжения итальянской армии албанскому порту Влёра.
- 19 — Начало наступления англичан на Эритрею.
- 22 — Капитуляция английского гарнизона Тобрука в Ливии.
- 24 — Начало наступления англичан на Абиссинию.

### Февраль
- 11 — Высадка немецких войск в Триполи.
- 12 — Прибытие в Северную Африку генерала Роммеля.

### Март
- 1 — Присоединение Болгарии к пакту трех держав.
- 2 — Немецкие войска вступают в Болгарию.
- 16 — Итальянское весеннее наступление в Албании отражено греческой армией, что подтвердило необходимость вмешательства Германии в итало-греческую войну.
- 16 — Англичане вновь овладевают Британским Сомали.
- 25 — Присоединение Югославии к пакту трех держав (см. Венский протокол).
- 27 — Государственный переворот в Югославии. Гитлер отдает приказ о наступлении на Югославию и Грецию.
- 27-29 — Посещение Берлина японским министром иностранных дел Мацуока.
- 31 — Начало наступления немецкого Африканского корпуса на Тобрук.

### Апрель
- 4 — Англичане овладевают столицей Абиссинии Аддис-Абебой.
- 5 — Заключение пакта о ненападении между Югославией и Советским Союзом.
- 6 — Начало немецкого наступления на Югославию и Грецию.
  - Англичане захватывают Массауа на Красном море и завершают овладение итальянской колонией Эритрея.
- 8 — Обход немецкой армией обронительной Линии Метаксаса на греко-болгарской границе, выход немецких войск к греческому порту Салоники через территорию Югославии.
- 9 — Капитуляция по приказу командования 2-й греческой армии в Восточной Македонии, оборона которой уже не имела смысла после занятия немцами Салоник.
- 10 — Советский Союз приводит в боевую готовность войска на западной границе.
- 11 — Окружение Тобрука немецким Африканским корпусом. Хорватия объявляет себя независимой.
- 13 — Немецкие войска овладевают Белградом. Подписание советско-японского пакта о ненападении в Москве.
- 18 — Перемирие в Югославии.
- 21 — Перемирие между Германией и Грецией.
- 23 — Перемирие между Италией и Грецией.
- 24 — Начало эвакуации английских войск из Южной Греции.
- 27 — Немецкие войска вступают в Афины.
- 29 — Окончание эвакуации английских войск из Южной Греции.

### Май
- 2 — Ирак восстает против Великобритании и обращается к Германии за помощью.
- 6 — Сталин, до этого Генеральный Секретарь Всесоюзной Коммунистической партии, становится Председателем Сов.наркома.
- 11 — заместитель фюрера по партии Рудольф Гесс совершил, по официальной версии, втайне от нацистского руководства перелет в Шотландию с целью предложить британскому правительству заключить мир и совместно участвовать в войне против СССР.
- 18 — Италия заключает государственный договор с Хорватией.
- 20 — Высадка немцами воздушного десанта на Крите.
- 24 — Гибель английского линейного крейсера «Худ».
- 27 — Гибель немецкого линкора «Бисмарк».
- 28 — Англичане начинают эвакуацию Крита.

### Июнь
- 1 — Восстание в Ираке подавлено.
- 8 — Начало наступления англичан во французских мандатных территориях Сирии и Ливане.
- 14 — Хорватия присоединяется к пакту трех держав.
- 17 — Начало мобилизации в Финляндии.
- 22 — Начало Великой Отечественной войны и немецкого наступления на Советский Союз.
- 27 — Финляндия объявляет себя в состоянии войны с Советским Союзом.

### Июль
- 1 — Окончание боев в белостокском котле.
- 6 — Овладение Ригой.
- 9 — Окончание боев в минском котле.
- 12 — Прекращение боев в Сирии. Заключение англо-советского военного союза.
- 23 — Японско-французское соглашение об Индо-Китае.

### Август
- 5 — Окончание боев в смоленском котле.
- 8 — Окончание боев в Уманском котле.
- 13 — Окружение Одессы.
- 14 — Оглашение Атлантической хартии Рузвельтом и Черчиллем.
- 25 — Вступление англо-советских войск в Иран.

### Сентябрь
- 8 — Начало блокады Ленинграда.
- 16 — Американские торговые суда получают право погрузки военных материалов и доставки их в английские порты.
- 26 — Завершение сражения за Киев.

### Октябрь
- 2 — Новое немецкое наступление по всему Восточному фронту.
- 10 — Окончание сражения у Азовского моря.
- 13 — Окончание боев в вязьминском котле.
- 16 — Дипломатический корпус переезжает из Москвы в Куйбышев. Генерал Тодзно становится японским премьер-министром. Падение Одессы.
- 17 — Окончание боев в северном брянском котле.
- 20 — Окончание боев в южном брянском котле.

### Ноябрь
- 7 — Захват немецкими войсками Крыма. Окружение Севастополя.
- 13 — Потопление английского авианосца «Арк Ройял» в Средиземном море немецкой подводной лодкой.
- 14 — Первый в мировой военной истории зенитный бой с применением ракет, под деревней Сарожа Ленинградской области, под руководством Н. И. Баранова.
- 18 — Начало немецкого наступления на Москву. Начало контрнаступления англичан в Ливии.
- 29 — Немецкие войска оставляют Ростов.

### Декабрь
- 1 — Битва за Плевлю.
- 2 — Окружение Тобрука англичанами.
- 6 — Великобритания объявляет войну Финляндии, Венгрии и Румынии.
- 6 — Провал немецкого наступления на Москву. Начало советского контрнаступления на центральном участке Восточного фронта.
- 7 — Без объявления войны Япония совершает нападение на базу ВМФ США в Пёрл Харборе на Гавайях.
- 8 — США объявляет войну Японии. Высадка японских десантов в Британской Малайе.
- 10 — Высадка японских десантов на острове Лусон (Филиппины). Гибель английского линкора «Принц Уэльский» и линейного крейсера «Рипалс» у восточного побережья Британской Малайи.
- 11 — Германия и Италия объявляют войну Соединенным Штатам.
- 13 — Венгрия, Румыния, Болгария, Хорватия и Словакия объявляют войну Соединенным Штатам и Англии.
- 14 — Японцы высаживаются на Борнео.
- 19 — Отставка фельдмаршала фон Браухича. Гитлер принимает на себя командование германской сухопутной армией. Нападение итальянских «управляемых торпед» на английские линкоры «Куинн Элизабет» и «Вэлиант» в порту Александрия.
- 21 — Япония и Сиам заключают союз.
- 25 — Капитуляция Гонконга.

## 1942

### Январь
- 1 — Декларация 26 государств (декларация ООН).
- 10 — Прорыв Красной Армии на Великие Луки и Сухиничи.
- 21 — Начало японского наступления на английскую колонию Бирму. Начало немецкого наступления на Бенгази.
- 29 — Овладение Бенгази.

### Февраль
- 7 — Окончание немецкого наступления в Ливии под Эль-Газалой.
- 8 — Окружение немецких войск под Демянском.
- 12 — Прорыв немецких кораблей «Шарнхорст», «Гнейзенау» и «Принц Евгений» через Ла-Манш.
- 15 — Захват японцами Сингапура.

### Март
- 7 — Захват японцами Ракгуна, столицы Британской Малайи.
- 15 — Гитлер в день памяти героев обещает летом этого года уничтожить Красную Армию.
- 17 — Назначение генерала Макартура главнокомандующим войсками союзников в юго-западной части Тихого океана.

### Апрель
- 5 — Налет японской авиации на столицу Цейлона Коломбо.
- 9 — Американцы прекращают сопротивление на острове Лусон.
- 20 — Прорыв немецких войск из демянского котла.
- 26 — Советско-английский договор о союзе в войне против Германии.
- 28 — Захват японцами города Лашио на Бирманском п-ове.

### Май
- 1 — Захват японцами города Мандалай.
- 5 — Японцы овладевают морской крепостью Корре на Филиппинах.
- 6 — Англичане занимают порт Диего-Суарес на французском острове Мадагаскар.
- 7 — Морское сражение в Коралловом море.
- 8 — Начало немецкого наступления с целью завоевания Керченского полуострова в Крыму.
- 12 — Начало наступления советских войск на Харьков.
- 17 — Начало немецкого контрнаступления южнее Харькова.
- 25 — Конец сражения за Харьков.
- 26 — Начало немецко-итальянского наступления на Эль-Аламейн.

### Июнь
- 3 — Начало немецкого наступления на Севастополь.
- 3/4- Морское сражение у атолла Мидуэй между американцами и японцами.
- 14 — Окончание боев за Эль-Газалу в Ливии.
- 21 — Капитуляция Тобрука.
- 30 — Немецко-итальянская армия выходит к Эль-Аламейну.

### Июль
- 1 — Захват немецкими войсками Севастополя.
- 4-7 — Уничтожение конвоя PQ-17 в Северном Ледовитом океане немецкими воздушными и морскими силами.
- 17 — Захват немецкими войсками Ворошиловграда. Начался первый этап Сталинградской битвы.
- 23 — Захват немецкими войсками Ростова.
- 25 — Немецкие войска выходят на Нижний Дон у станицы Цимлянской.

### Август
- 8 — Высадка американского десанта на острове Гуадалканал. Немецкие войска овладевают Майкопским нефтяным районом.
- 11 — Потопление британского авианосца «Игл» немецкой подводной лодкой в Средиземном море. Монтгомери назначен командующим 8-й английской армией в Египте.
- 19 — Неудачная попытка англичан высадить десант под Дьеппом.
- 21 — 6-я немецкая армия форсирует Дон в районе Калача. Немецкие горно-стрелковые части поднимаются на Эльбрус.
- 25- Немецкие танковые соединения достигают Моздока на северных склонах Кавказского хребта. 6-я немецкая армия выходит к Сталинграду.

### Сентябрь
- 2 — 6-я немецкая армия выходит на Волгу севернее Сталинграда.
- 24 — Отставка начальника германского генерального штаба сухопутных сил генерал-полковника Гальдера и назначение на этот пост генерала Цейтцлера.

### Октябрь
- 10 — Отмена института политических комиссаров в Красной Армии.
- 17 — Начало последнего немецкого штурма Сталинграда.
- 23 — Начало английского наступления под Эль-Аламейном.

### Ноябрь
- 3 — Прорыв 8-й английской армии под Эль-Аламейном.
- 8 — Высадка американцев и англичан в Северной Африке.
- 10 — Высадка немецких воздушных десантов в Тунисе.
- 11 — Захват немецкими и итальянскими войсками Юго—Восточной Франции.
- 13 — Потеря немецкими войсками Тобрука.
- 19 — Начало советского наступления под Сталинградом.
- 20 — Потеря немецкими войсками Бенгази.
- 22 — Окружение немецких войск под Сталинградом.
- 27 — Фельдмаршал Манштейн получает приказ освободить окруженную под Сталинградом немецкую группировку. Потопление французами своего флота в Тулоне. Роспуск частей французской армии, расположенных во Франции.

### Декабрь
- 9 — Начало немецкого наступления с целью деблокировать Сталинград.
- 16 — Прорыв Красной Армии на фронте 8-й итальянской армии на Дону.
- 19 — Прекращение немецкого наступления под Сталинградом с целью деблокировать окруженные войска.
- 22 — Начало наступления советских войск на Кавказе.
- 31 — Морское сражение в Северном Ледовитом океане между немецким и английским флотом.

## 1943

### Январь
- 4 — Сталин объявлен «человеком года — 1942» по версии журнала Time[1].
- 10 — Начало наступления Красной Армии с целью ликвидации Сталинградского котла.
- 14 — Советский прорыв на Дону на фронте 2-й венгерской армии.
- 18 — СССР начинает наступление со стороны Ладожского озера для освобождения Ленинграда. Прорыв блокадного кольца Ленинграда . Потеря немецкими войсками Шлиссельбурга.
- 23 — Потеря немецкими войсками Триполи.
- 14-26 — Конференция в Касабланке.
- 30 — Капитуляция 6-й немецкой армии в Сталинграде.
- 31 — Отставка генерал-адмирала Редера (преемник гросс-адмирал Дениц).

### Февраль
- 2 — Капитуляция немецкой армии под Сталинградом.
- 8 — Освобождение 60-й армией под командованием Ивана Черняховского Курска.
- 14 — Наступление немецких войск против южного фланга 1-й английской армии в районе Кассерина в Южном Тунисе.
- 16 — Освобождение советскими войсками Харькова.
- 18 — Геббельс выступил с речью, о призыве к тотальной войне.
- 21 — Начало немецкого контрнаступления на Харьков.
- 26 — Начало отхода немцев с выступа фронта между Юхновом и Ржевом.

### Март
- 3 — Освобождение города Льгов от немецкой оккупации.
- 6 — Безуспешное немецкое наступление против 8-й английской армии в Южном Тунисе.
- 9 — Смена Роммеля на посту командующего группой армий «Африка».
- 15 — Немецкая группа армий «Юг» снова овладевает Харьковом.
- 27 — Потеря линии Марет в Южном Тунисе.
- 29 — Фото Сталина публикуется на обложке американского еженедельника LIFE (обсуждаются перспективы открытия «второго фронта» в Европе).

### Май
- 5 — Начало решительного наступления войск западных держав в Тунисе.
- 12 — Капитуляция группы армий «Африка» в Тунисе.
- 22 — Роспуск Коммунистического Интернационала.

### Июнь
- 11 — Капитуляция итало-немецких войск на острове Пантеллерия.

### Июль
- 1 — Высадка американцев на острове Нью-Джоржия.
- 5 — Начало немецкого наступления на Курской дуге.
- 10 — Высадка англо-американского десанта в Сицилии.
- 12 — Начало советского наступления на Орловский выступ.
- 15 — Прекращение немецкого наступления на Курской дуге.
- 16 — Воззвание Рузвельта и Черчилля к итальянскому народу по поводу прекращения войны.
- 17 — Начало Миусской и Изюм-Барвенковской операций
- 25 — Свержение и арест Муссолини.
- 27 — Роспуск итальянской фашистской партии.

### Август
- 3 — Начало наступления Красной Армии против немецкой группы армий «Юг».
- 5 — Расширение фронта советского наступления с целью нанесения удара на Рославль и Смоленск.
- 17 — Американские войска овладевают Мессиной. Окончание боев на острове Сицилия.
- 23 — Потеря немецкими войсками Харькова. Поражение немцев в Курской битве
- 28 — Смерть болгарского короля Бориса.
- 29 — Прорыв Красной Армии на реке Мяус.

### Сентябрь
- 1 — Начало советского наступления на кубанский плацдарм.
- 3 — Тайное подписание перемирия между Италией и западными державами. Высадка 8-й английской армии в Калабрии.
- 8 — Эвакуация немцами города Сталино. Опубликование перемирия между Италией и западными державами.
- 9 — Высадка 8-й американской армии в бухте Салерно.
- 12 — Освобождение Муссолини.
- 18 — Образование республиканско-фашистского государства в Италии.
- 22 — Удачные три торпедные атаки на «Тирпиц» советской подводной лодки «щуки» под командованием контр-адмирала Лунина. «Тирпиц» уведён в доки для ремонта. После неоднократных атак с воздуха и с моря «Тирпиц» был потоплен на стоянке в Тромсё 12 ноября 1944 года в результате авианалёта с применением сверхтяжелых пятитонных бомб «Толлбой».
- 24 — Сдача немецкими войсками Смоленска.

### Октябрь
- 1 — Окончание отступления немецкой группы армий «Центр» на Востоке. Захват Неаполя 5-й американской армией.
- 6 — Начало советского осенне-зимнего наступления от Чёрного моря до Витебска. Прорыв Красной Армии в районе Невеля.
- 9 — Окончание эвакуации кубанского плацдарма 17-й немецкой армией.
- 12 — Португалия разрешает западным державам создать базы на Азорских островах.
- 13 — Италия объявляет войну Германии.
- 23 — Прорыв советских войск в районе Мелитополя. 17-я немецкая армия в Крыму отрезана.

### Ноябрь
- 1 — Высадка американцев на острове Бугенвиль в южной части Тихого океана.
- 6 — Немецкие войска оставляют Киев. Прорыв Красной Армии на запад. Разрыв немецкого фронта южнее Припятских болот.
- 12 — Начало немецкого контрнаступления юго-западнее Киева.
- 21 — Захват островов Гилберта американцами.
- 25 — Потеря немецкими войсками Гомеля.
- 26 — Открытие Тегеранской конференции.

### Декабрь
- 2 — Бомбардировка Бари
- 3 — Окончание Тегеранской конференции.
- 24 — Начало советского наступления западнее Киева.
- 26 — Гибель корабля «Шарнхорст» в Северном Ледовитом океане.

## 1944

### Январь
- 9 — Потеря немецкими войсками Кировограда.
- 14 — Начало советского наступления против немецкой группы армий «Север».
- 19 — Прорыв Красной Армией кольца немецкой блокады южнее Ленинграда.
- 22 — Высадка американских войск в районе Неттунии южнее Рима.
- 27 — Окончательное освобождение Ленинграда.
- 28 — Окружение немецких войск под Корсунь-Шевченковским.

### Февраль
- 5 — Захват американцами Маршалловых островов.
- 8 — Потеря немецкими войсками Никополя.
- 15 — Разрушение монастыря Кассино налетами авиации западных держав.
- 16 — Первый контрудар немецких войск под Неттунией.
- 16/17 — Прорыв немецких войск из окружения под Корсунь-Шевченковским.
- 18 — Начало отхода немецкой группы армий «Север» на реку Великая. Эвакуация немецкими войсками Старой Руссы.
- 22 — Потеря немцами Кривого Рога.
- 29 — Второй контрудар немецких войск под Неттунией.

### Март
- 4 — Начало операции советских войск против немецкой группы армий «Юг».
- 13 — Потеря немцами Херсона.
- 15 — Безуспешное наступление западных союзников на Кассино.
- 18 — Немецкие войска занимают стратегически важные пункты в Венгрии.
- 22 — «Унификация» Венгрии путём образования правительства Стояи.
- 28 — Потеря немцами Николаева.
- 30 — Эвакуация немцами Черновиц.

### Апрель
- 4 — Крупный налёт американских бомбардировщиков на Бухарест.
- 5 — Захват Ковеля в результате контрудара немецких войск.
- 8 — Начало наступления Красной Армии с целью освобождения Крыма.
- 9 — Эвакуация немцами Одессы.
- 12 — Отклонение советских условий перемирия финским сеймом.
- 15 — Начало советского наступления на Севастополь.
- 22 — Высадка американского десанта на Новой Гвинее.

### Май
- 9 — Советские войска овладевают Севастополем.
- 11 — Начало наступления на Рим.
- 18 — Эвакуация немецкими войсками Кассино.
- 23 — Начало наступления американцев с неттунского плацдарма.

### Июнь
- 4 — Захват американцами Рима.
- 6 — Начало вторжения во Францию.
- 9 — Начало советского наступления против финнов северо-западнее Ленинграда.
- 14 — Прорыв американских войск на полуострове Котантен. Первое применение Фау-1.
- 15 — Высадка американских войск на Марианских островах.
- 19 — Американо-японское морское сражение в районе Марианских островов.
- 22 — Начало операции советских войск против немецкой группы армий «Центр».
- 26 — Капитуляция немецких войск в крепости Шербур.

### Июль
- 3 — Расширение американского плацдарма на полуострове Котантен в южном направлении.
- 5 — Замена фельдмаршала Рундштедта на посту главнокомандующего немецкими войсками на Западе фельдмаршалом фон Клюге.
- 9 — Англичане занимают Кан.
- 12 — 3-я танковая армия немцев оставляет Вильнюс.
- 13 — Начало советского наступления против немецкой группы армий «Север».
- 14 — Начало советского наступления против немецкой группы армий «Северная Украина».
- 17 — Ранение фельдмаршала Роммеля.
- 18 — Окончание советского наступления против финнов.
- 19 — Потеря немецкими войсками Сен-Ло в Нормандии.
- 20 — Покушение на Гитлера. Генерал-полковника Цейтцлера на посту начальника генерального штаба сухопутных войск сменяет генерал-полковник Гудериан.
- 25 — Прорыв американцев на Авранш.
- 27 — Начало сражения юго-восточнее Варшавы.
- 29 — Немецкие войска оставляют Брест.
- 31 — Американцы занимают Авранш. Эвакуация немцами Каунаса.

### Август
- 1 — Советские войска перерезали коммуникации, связывающие группу армий «Север» с Восточной Пруссией. Президентом Финляндии становится фельдмаршал Маннергейм.
- 4 — Американцы занимают Флоренцию.
- 6 — Контрудар немецких войск на Авранш.
- 8 — Окончание боев на Марианских островах.
- 15 — Замена фельдмаршала фон Клюге фельдмаршалом Моделем. Высадка американцев и французов в Южной Франции.
- 16 — Начало контрудара немецких войск в Курляндии.
- 19 — Завершение окружения в районе Фалеза немецкой группы армий «Б».
- 20 — Установление непосредственной связи по суше с немецкой группой армий «Север» в районе Тукума. Начало советского наступления против немецкой группы армий «Южная Украина».
- 24 — Государственный переворот в Румынии. Свержение маршала Антонеску.
- 25 — Окружение 6-й немецкой армии в районе города Ясс. Болгария порывает с Германией. Французские войска занимают Париж.
- 28 — Занятие французскими войсками Марселя и Тулона.
- 30 — Потеря нефтяного района Плоешти.
- 31 — Потеря Бухареста. В конце августа началось наступление 8-й английской армии в Италии на побережье Адриатического моря.

### Сентябрь
- 3 — Английские войска занимают Брюссель.
- 4 — Английские войска занимают Антверпен. Заключение перемирия между Финляндией и Советским Союзом.
- 5 — Советский Союз объявляет войну Болгарии. Фельдмаршал фон Рундштедт снова назначается главнокомандующим немецкими войсками на Западе.
- 8 — Болгария объявляет войну Германии.
- 10 — Начало американского наступления на Апеннинах в направлении Болоньи.
- 11 — 1-я американская армия выходит к государственной границе Германии севернее Трира.
- 14 — Красная Армия овладевает восточным предместьем Варшавы — Прагой.
- 15 — Прорыв советских войск в районе Нарвы.
- 17 — Начало Арнемского сражения.
- 22 — Красная Армия занимает Таллин.
- 26 — Окончание Арнемского сражения.

### Октябрь
- 1 — Начало наступления канадских войск на Западной Шельде.
- 3 — Капитуляция польских повстанцев в Варшаве.
- 5 — Занятие румынского города Брашов советскими войсками.
- 10 — Прорыв Красной Армии южнее Риги с выходом к Балтийскому морю. Окончательное окружение группы армий «Север» («Курляндия»).
- 12 — городские отряды Народно-освободительной армии Греции освобождают Афины.
- 14 — в Афины вступают первые английские части.
- 14 — Самоубийство Роммеля.
- 7-15 — Танковое сражение в северо-восточной части Венгрии.
- 15 — Венгрия просит у Советского Союза перемирия.
- 16 — Красная Армия вступает в пределы Восточной Пруссии в районе Гумбиннена и Гольдапа.
- 19 — Освобождение Белграда советскими войсками.
- 23 — Захват американцами Ахена.
- 28 — Освобождение Украины.

### Ноябрь
- 3 — Открытие входа в Антверпен по Западной Шельде.
- 4 — Отражение удара Красной Армии на Будапешт.
- 5 — 4-я немецкая армия снова занимает Гольдап.
- 8 — Начало наступления американцев в районе Меца.
- 12 — Потопление корабля «Тирпиц» в результате английского воздушного нападения на Тромсё.
- 14 — Начало наступления американо-французских войск по обе стороны Вогезов.
- 18 — Приход первого конвоя судов в Антверпен.
- 22 — Французы занимают Бельфор и Мюлуз.

### Декабрь
- 3 — Вклинение американцев в Западный вал в районе Саарлаутерна.
- 3 — Декабрьские события в Афинах, положившие начало масштабным боям английской армии против Народно-освободительной армии Греции
- 5 — Английские войска занимают Равенну.
- 16 — Начало наступления немецких войск в Арденнах.
- 18 — Наступление в Арденнах 6-й танковой армии CC остановлено.
- 24 — Советские войска окружили Будапешт. Немецкое наступление в Арденнах силами 5-й танковой армии остановлено союзными войсками.
- 27 — Американцы прорывают кольцо окружения в районе Бастони.

## 1945

### Январь
- 1 — Отвлекающий удар немецких войск в Нижнем Эльзасе. Немецкое контрнаступление под Будапештом.
- 3 — Начало контрнаступления союзников в Арденнах.
- 12 — Начало наступления советских войск на Висле.
- 13 — Начало наступления советских войск в Восточной Пруссии.
- 16 — Соединение англо-американских ударных группировок в районе Уффализа в Арденнах.
- 18 — Эвакуация немецкими войсками Варшавы.
- 23 — Красная Армия выходит на Одер в Нижней Силезии.
- 26 — Замена в Восточной Пруссии генерал-полковника Рейнгардта генерал-полковником Рендуличем.
- 29 — Прорыв 4-й немецкой армии в направлении Эльбинг. Союзники полностью ликвидировали Арденнский «выступ» и начали вторжение в Германию.
- 31 — Окружение Красной Армией Кёнигсберга.

### Февраль
- 7 — Эвакуация немецкими войсками Торуни.
- 8 — Начало английского наступления на Нижнем Рейне.
- 9 — Окончание боев в Верхнем Эльзасе.
- 4-11 — Ялтинская конференция.
- 13 — Окончание боев в Будапеште.
- 16 — Контрудар немецких войск в Восточной Померании юго-восточнее Штеттина.
- 19 — Высадка американцев на острове Иводзима. Контрудар немецких войск на Земландском полуострове и прорыв кольца окружения Кёнигсберга.
- 23 — Начало американского наступления с выходом к Рейну по обе стороны Кёльна.
- 26 — Прорыв советских войск к Балтийскому морю в Восточной Померании.

### Март
- 3 — Американцы занимают Трир.
- 7 — Захват американцами Кёльна. Создание ремагенского плацдарма.
- 10 — Окончание сражения на Нижнем Рейне. Смена фельдмаршала фон Рундштедта на посту главнокомандующего немецкими войсками на Западе фельдмаршалом Кессельрингом.
- 15 — Начало американского наступления против немецкого саарско-мозельского выступа.
- 22 — Смена Гиммлера на посту командующего группой армий «Висла» генерал-полковником Хейнрици. Неудавшееся немецкое наступление с целью ликвидировать советский плацдарм в районе Кюстрина. Прорыв Красной Армии на Сопот.
- 23 — Начало форсирования Рейна 21-й английской группой армий.
- 25 — Окончание наступления американцев против немецкого саарско-мозельского выступа.
- 26 — Высадка американских войск на острове Окинава.
- 28 — Генерал Кребс становится начальником генерального штаба сухопутных сил вместо генерал-полковника Гудериана.
- 30 — Освобождение Советской Армией Данцига. В конце марта — начало советского наступления на Вену.

### Апрель
- 4 — Освобождение Братиславы советскими войсками.
- 9 — Начало наступления союзников в Италии.
- 12 — Капитуляция Кёнигсберга.
- 13 — Смерть Рузвельта. Трумэн становится президентом США. Советские войска овладевают Веной.
- 14 — Расчленение американцами на отдельные мешки окруженной группировки в Руре.
- 16 — Начало советского наступления на Берлин.
- 18 — Оборонявшиеся на реке Рур немецкие войска прекращают сопротивление.
- 19 — Английские войска выходят на Эльбу в районе Данненберга. Прорыв американцев на Волонью.
- 20 — Американские войска занимают Нюрнберг.
- 24 — Окончательное окружение Берлина.
- 25 — Встреча американских и советских войск в районе Торгау на Эльбе. Расчленение Германии на северную и южную части. Эвакуация немцами Пиллау. Учредительное заседание Организации Объединенных Наций в Сан-Франциско.
- 26 — Англичане захватывают Бремен. Отход немецких войск с Дуная.
- 28 — Казнь Муссолини в Донго в районе Комо.
- 29 — Наступление 12-й немецкой армии с целью освобождения Берлина. Заключение локального перемирия в Италии.
- 30 — Гитлер покончил с собой.

### Май
- 1 — Прорыв остатков 9-й немецкой армии на Белиц. Удар 21-й английской группы армий через Эльбу на Мекленбург и Гольштейн. Прекращение боев в Италии.
- 1 — в 21 час Геббельс застрелился, предварительно застрелив свою жену по её собственному требованию
- 3 — Немецкая группа армий «Висла» уходит за англо—американские линии. Окончание боев в Северной Германии.
- 4 — Американские войска из Южной Германии и Италии встречаются на перевале Бреннер.
- 6 — Ультиматум Эйзенхауэра о прекращении всех боевых действий и передвижении на всех фронтах к 24 часам 8 м.
- 7 — В 02:41 (по среднеевропейскому времени), Начальник Оперативного штаба ОКВ генерал-полковник Альфред Йодль подписал Акт капитуляции Германии, как представитель вермахта. Окончание перехода 12-й немецкой армии через Эльбу.
- 8-9 — Повторное подписание Акта о капитуляции немецких войск скорректированное Сталиным.
- 15 — Капитуляция немецких войск в Курляндии.
- 15 — Завершилась Полянская битва (Одно из последних сражений в Европе)
- 23 — Арест правительства Карла Дëница.

### Июль
- 17 — Начало Потсдамской конференции.
- 28 — Бомбардировка Аомори

### Август
- 2 — Окончание Потсдамской конференции
- 6 — Американская атомная бомбардировка японского города Хиросима.
- 8-9 — СССР объявил войну Японии, начал ввод войск в Маньчжурию.
- 9 — Американцы сбросили вторую атомную бомбу, названную «Толстяком», на Нагасаки. Погибли 74 тысячи человек.

### Сентябрь
- 2 — Подписание акта о капитуляции Японии.

### Ноябрь
- 20 — начался Нюрнбергский процесс.